# フランシス・ベンジャミン・ジョンストン
フランシス・ベンジャミン・ジョンストン（英語: Frances Benjamin Johnston, 1864年1月15日 - 1952年5月16日）は、アメリカ写真史の初期に活躍した女性で、半世紀近くに亘って写真家として各地をまわり作品を残した。セルフポートレートやアメリカ南部の建築写真、黒人やネイティヴ・アメリカンを撮影した写真が有名である。

## 生涯
フランシス・ベンジャミン・ジョンソンはウエストヴァージニア州グラフトンに生まれた。両親はワシントンD.C.で身を成し人脈も豊かだったが、フランシス以外の子はみな早くに亡くなった。母のフランシス・アントワネット・ベンジャミンはニューヨーク州ロチェスターの出身で、父のアンダーソン・ドニファン・ジョンストンはケンタッキー州メイズヴィルの人間である。ジョンストン夫妻がワシントンに移ってきたのは、南北戦争が起こった直後だった。母のフランシスは議会付の特派員としてジャーナリズムの道を歩み、国政に関して記事を書いた最初の女性の1人とされている。彼女はボルチモア・サン紙に「イオネ」の筆名で演劇批評も寄稿していた。
若きフランシス・ジョンストンはワシントンD.C.で育ち、教育に関しては家庭教師をつけられた。1883年にメリーランド・ノートルダム女子高等学校（Notre Dame of Maryland Collegiate Institute for Young Ladies）を卒業している。その後、パリのアカデミー・ジュリアンとワシントン・アート・スチューデント・リーグで美術を学んだ。当時から独立心旺盛で意志の強い女性であったジョンストンは、自身の創造性を表現する手段に写真を選ぶ前から、雑誌に文章を書いて寄稿していた。彼女が最初に使ったカメラは、家族で親しく付き合いのあったジョージ・イーストマンにもらったものである。イーストマンは実業家でもあり、それまでより軽量のカメラであるイーストマン・コダックや新しい写真撮影の仕組みを発明した人物である。撮影そのものや暗室の使い方に関する技術は、スミソニアン博物館の写真部門のトップであったトーマス・スマイリーから薫陶を受けた。

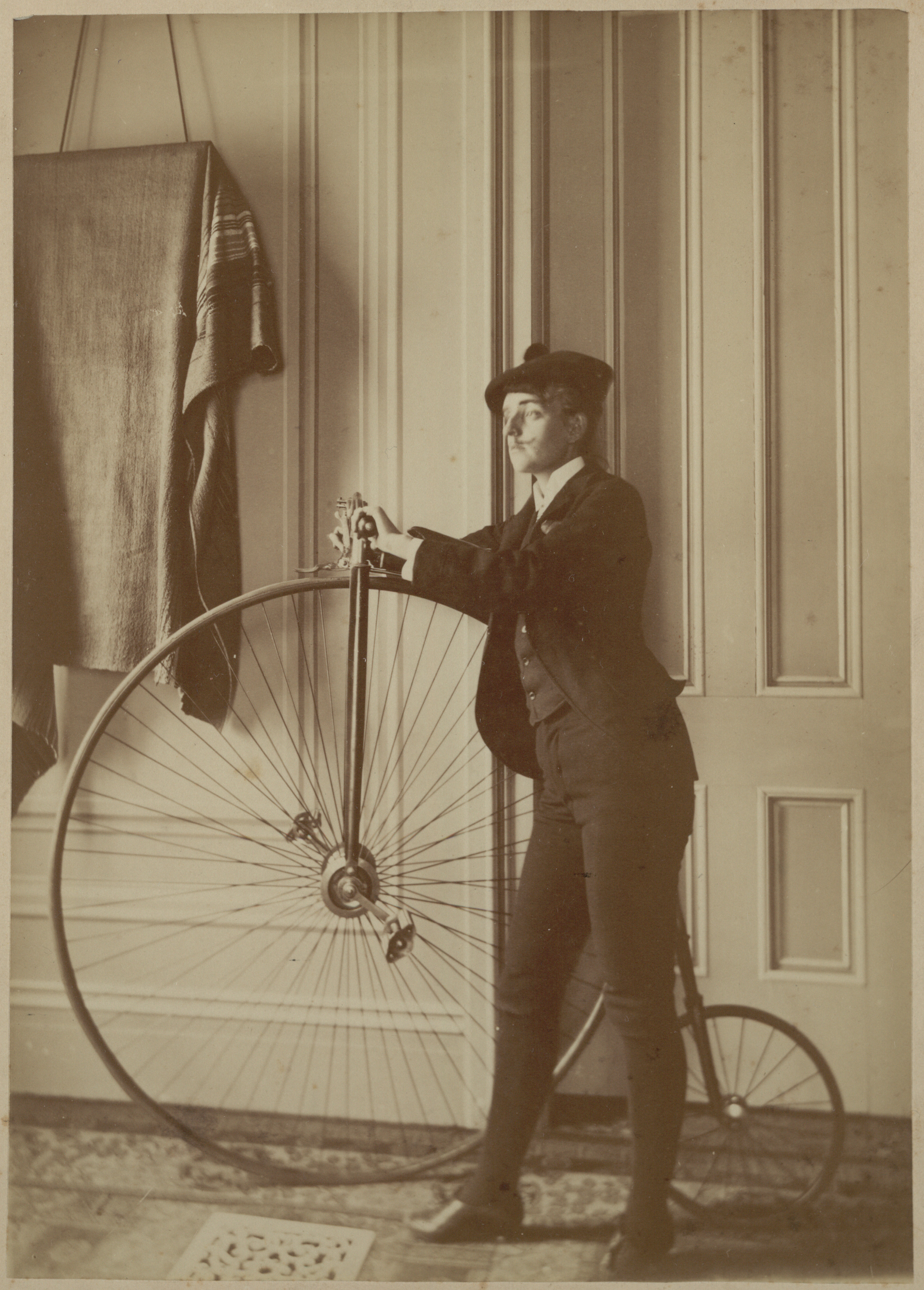
自転車に手をかけ、つけひげをして堂々と立つ男装のジョンストン（セルフポートレート、1890年ごろ）

友人や家族、地元の人々を撮影するだけでなく、1890年代にはフリーランスの写真家としてヨーロッパをまわった。この地でもスマイリーとのコネクションが活きたので、有名な写真家のもとを訪れ、博物館のコレクションの候補となる品を集めることができた。アメリカに帰国するとワシントンD.C.に新しく設立されたイーストマン・コダック社に勤め、フィルムを現像したり、カメラの修理が必要な顧客に助言をしたりと、この会社でさらに実践的な経験を積んだ。1894年、ワシントンD.C.のＶストリート13番地と14番地の間に自分のフォトスタジオを開く。彼女は当時この町で唯一の女性の写真家であった。スーザン・B・アンソニー、マーク・トウェイン、ブッカー・T・ワシントンなど、彼女が撮影した肖像写真が残っている有名人は多い。社交界にも顔がきき、雑誌から「セレブリティ」の写真を注文されることもあった。例えばアリス・ルーズベルトの結婚式の時の写真などもそうである。そのため彼女は「アメリカの宮廷写真家」(Photographer to the American court)ともあだ名された。オリンピア号の甲板に立つジョージ・デューイ、おもちゃのポニーで遊ぶセオドア・ルーズベルトの写真も撮影している。
家族がワシントンD.C.の上流階級と縁の深かかったので、ジョンストンは政界でも顔が広く、自分なりの人脈を築いていた。ホワイトハウスからは公式な写真家に任命され、ハリソン、クリーブランド、マッキンリー、ルーズベルト、タフトという歴代大統領の肖像写真を手がけている。またパリでは、文学サロンの主催者として有名なナタリー・バーネイの写真も撮影している。
ジョンストンの作品として最も有名なのは、記事の冒頭に掲載した、自由な「新しい女」としてのセルフポートレートだろう。この写真のジョンストンは、ペチコート姿でタバコとビールジョッキを手にしている。彼女は、比較的新しい芸術である写真における女性が果たすべき役割を考えた人でもあった。1897年のレディース・ホーム・ジャーナルには彼女のエッセイ「女性はカメラで何ができるか」が掲載されている。1900年のパリ万国博覧会では、ザイダ・ベン＝ユースフとともに、28人の女性作家の写真展を監修している。この写真展はその後ロシア帝国のサンクトペテルブルクとモスクワ、ワシントンD.C.でも開催された。30代になったジョンストンは世界各地をまわって、幅広いテーマの記録写真や芸術的な写真を撮影した。例えば、炭鉱夫や鉄工夫、ニューイングランドの織物工場で働く女性、船に乗るタトゥーの水夫の写真が残っているし、そのほかに付き合いのある人から頼まれた写真もあった。イギリスでは、母の友人であった舞台女優のメアリ・アンダーソンの写真も撮っている。

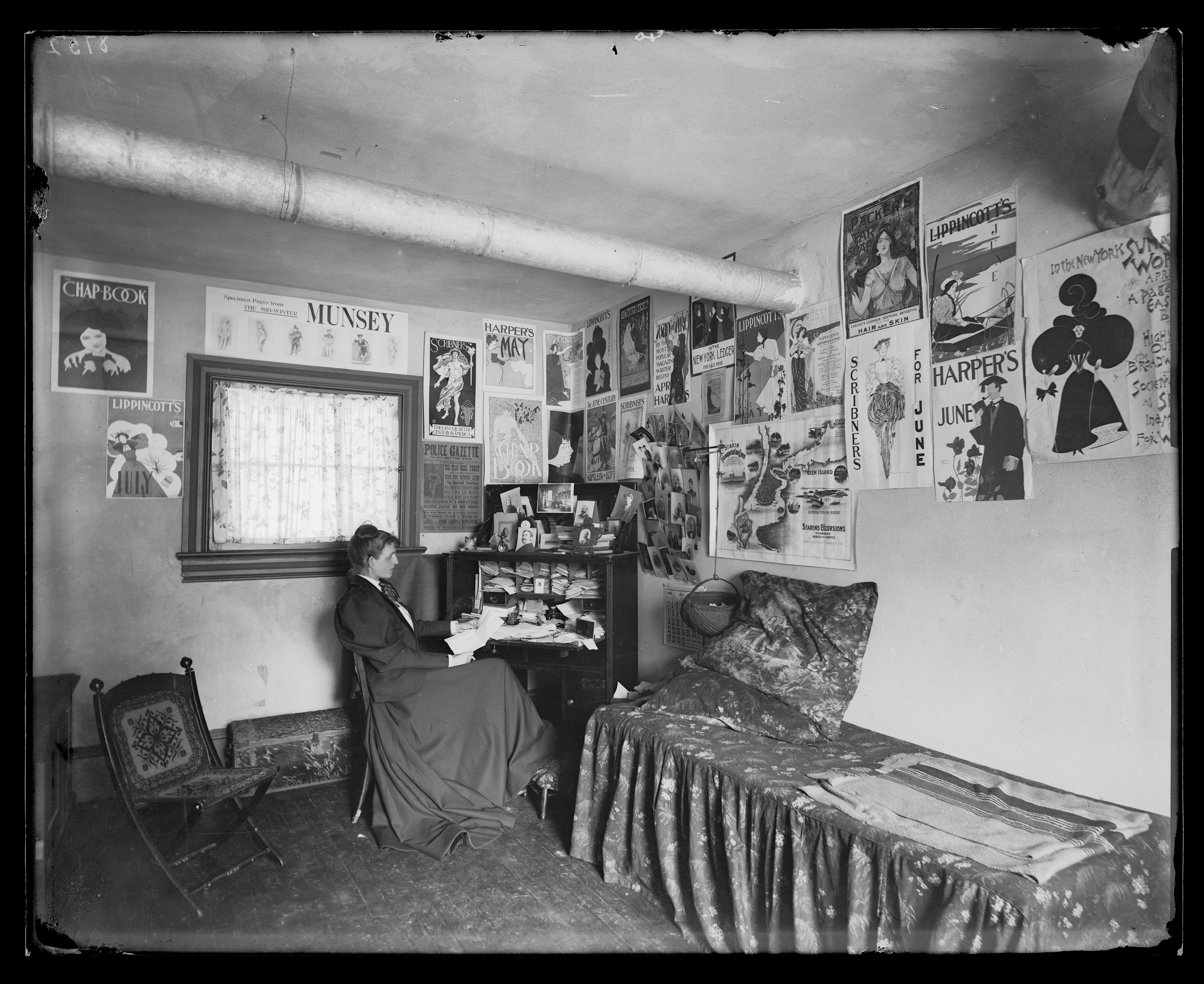
自分のスタジオでたたずむジョンストン（1896年）

1899年には、バージニア州ハンプトンにあったハンプトン師範農業学校の成功を記録するためホリス・バーク・フリッセルから校舎と学生の撮影を依頼されている。この仕事は彼女の評価をますます高めた。学校の日常生活を記録した一連の写真は、彼女の作品の中でも特に印象の強い作品と言われており、1900年のパリ万博内の「アメリカの黒人展」に出品されている。
ジョンストンは、世界中の祭りや平和条約の調印にも立ち会い、写真を撮影している。1901年のパン・アメリカン博覧会では暗殺される直前の、大統領ウィリアム・マッキンリーの最期の写真も撮っている。
彼女のパートナーはフリーランスの邸宅・庭園写真家である女性のマッティー・エドワーズ・ヒューイットだった。1913年には共同でニューヨークにスタジオを構えている。この頃に母と叔母もフランシスの新しいアパートメントに呼び寄せている。

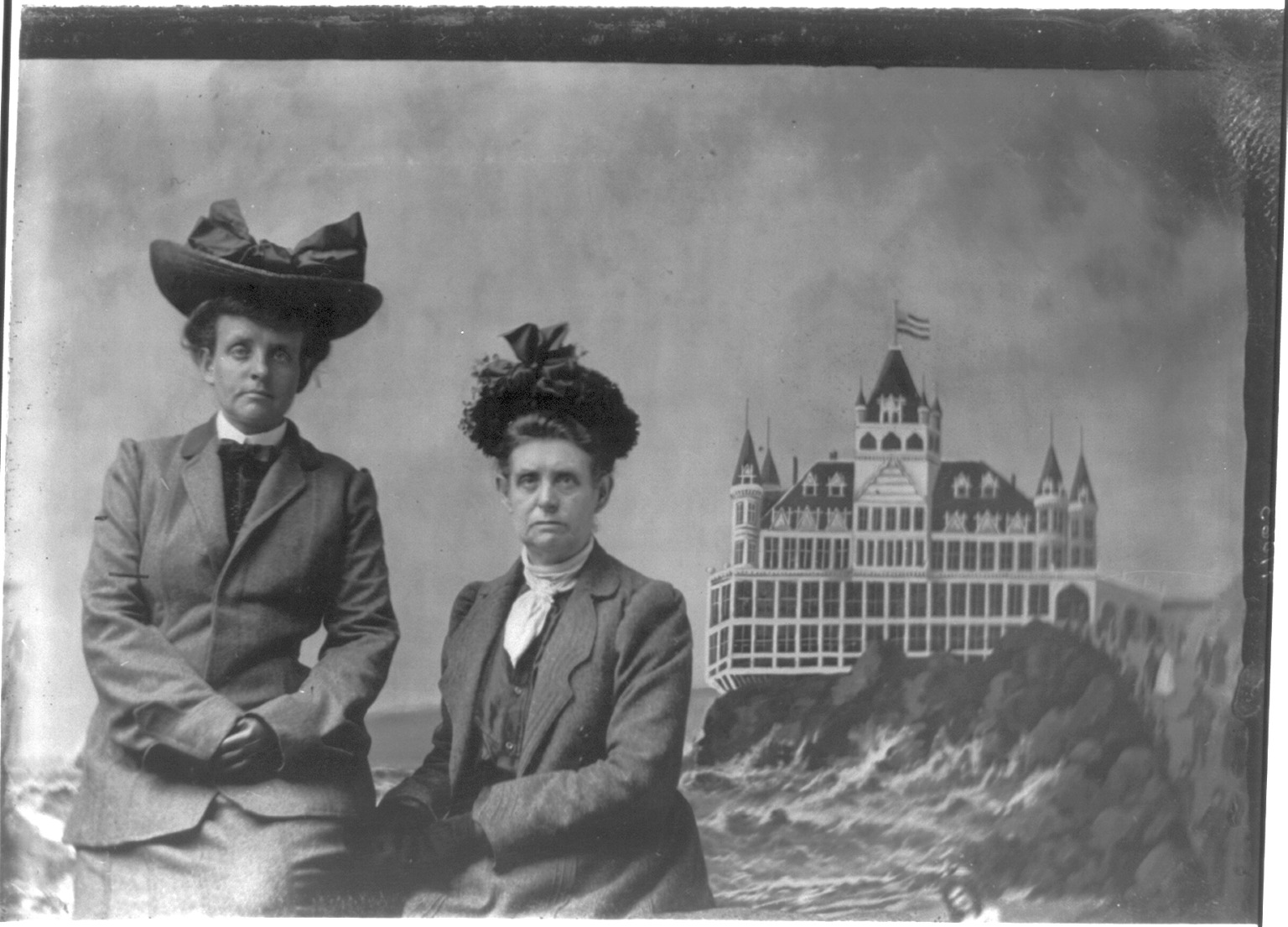
クリフハウスが描かれた背景幕の前に立つフランシス・ベンジャミン・ジョンストンとマッティー・エドワーズ・ヒューイット（1903年）

ヒューイットが交際中のジョンストンに贈ったラブレターは、ベティーナ・バーチの『The Woman Behind the Lens』にまとめられている。最初の頃の手紙に書かれているのは、ジョンストンの作品に対する賛辞がほとんどだが、2人の関係が発展するにつれて、そこには愛の言葉があふれていった。「...私があなたを必要だったりあなたが私を必要なときは―ぎゅっとお互いを抱きしめあわなければだめ。手と手を重ねて、強く握って....」。
ジョンストンはニューヨーク大学で女性向けの仕事論の講座も持っていた。1920年代の初めに彼女の母親が亡くなった。
1920年ごろから、ジョンストンは建築写真にのめりこんでいく。ニューヨークは再開発のあおりで変貌を遂げつつあり、そのままでは荒廃したり、失われてしまう建物や庭園を記録に残したいと考えたのである。彼女は建築に活動の軸足を移しながら、特にアメリカ南部の建築物に興味を持つようになった。自分の芸術を通じて同時代におけるアメリカ南部の日常を保存するため、小屋や宿場などありふれた建物を写真に残した。彼女は南部の豪邸や大農園を撮影することには関心がなく、むしろ村落において普通の南部人の日常生活を映し出していながら、急速に失われ荒廃しつつあった建物を記録に残そうとしたのである。ジョンストンの写真は、現代においてもなお、建築家や歴史研究者、自然保護活動家にとっての貴重な資料である。1928年には、バージニア州フレデリックスバーグで朽ちていく富裕層の邸宅から貧しい人たちの小屋まで247点の作品を撮影した写真の展示会を開催した。この展示会は「Pictorial Survey--Old Fredericksburg, Virginia--Old Falmouth and Nearby Places」と名付けられ、「植民地時代から1830年ごろまでの、この地域の建築物を記録した作品群」や「昔ながらのバージニアの街の雰囲気を記録し、保存した史料」とも形容された。
この展示会が好評だったため、バージニア大学からは学舎の記録を依頼された、ノースカロライナ州からも州内の建築史を保存するための写真の発注を受けた。ルイジアナ州では、急速に荒廃しつつあった無数のプランテーションの記録を依頼されている。ニューヨーク・カーネギー財団からは1933年に補助金を交付されて、バージニア州でも初期の建築物を撮影した。この仕事が知られるようになり、南部の8州からも次々に補助金を交付されて、同じように歴史的な建築物の写真を撮影した。一連のプロジェクトの成果を普通の人でも閲覧できるよう、その写真の複製が議会図書館におさめられた。1935年12月、ジョンストンは植民地時代のバージニア州の歴史的建造物を活写する1年がかりのプロジェクトを始動する。この1年というのは当初の予定で、結局このプロジェクトは完成までに8年を要した。彼女はバージニア州にある95の郡をまわり、移動距離は50,000キロメートルにも及んだ。

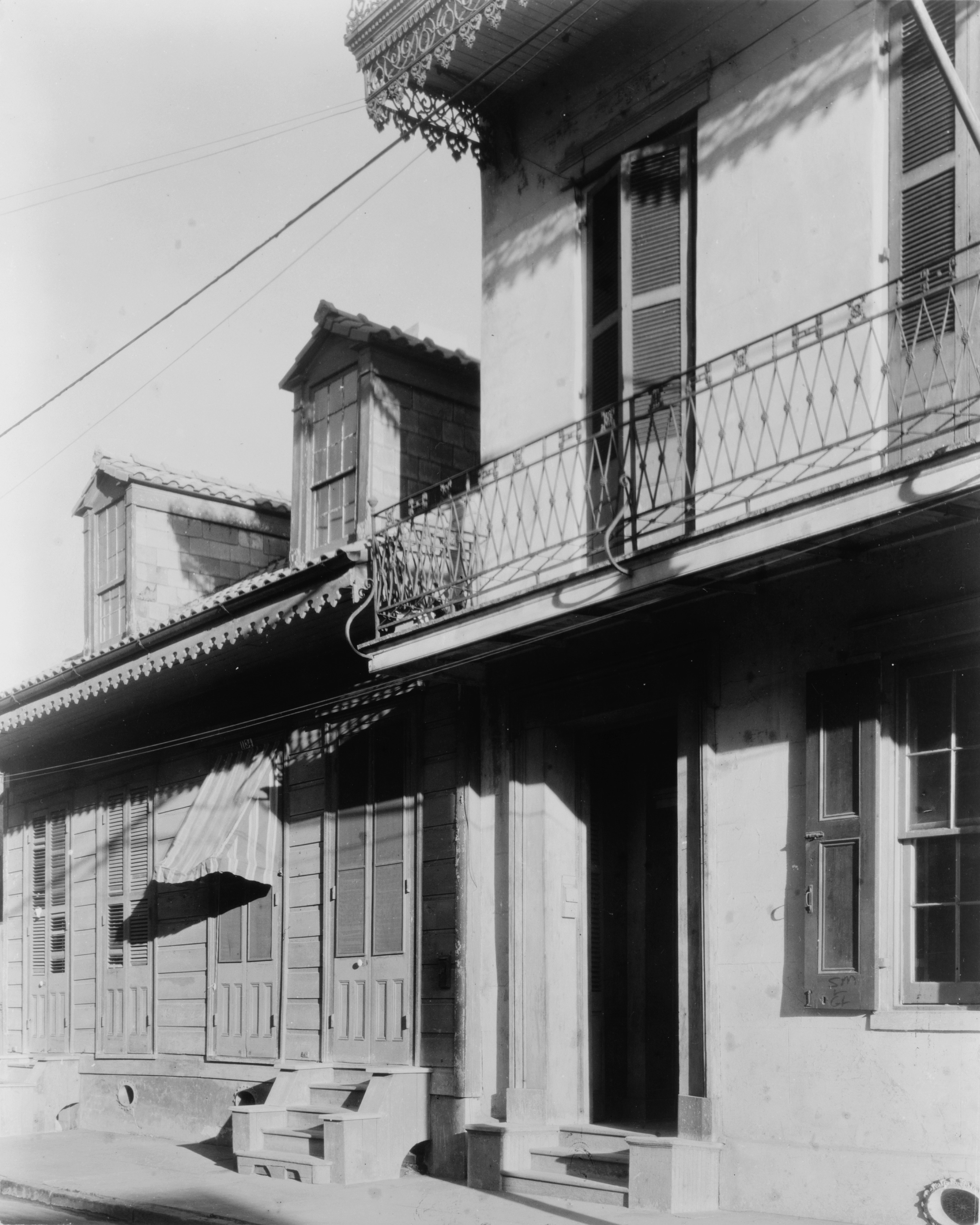
『アルカディア、落ち葉でさえも陽気な場所』("Arcady, where all the leaves are merry")と題された、ジョンストンの自宅の写真（ルイジアナ州ニューオーリンズ、バーボンストリート1132番地）

ジョンストンは古く傷んだ建物を写真として保存した仕事をたたえアメリカ建築家協会の名誉会員に選ばれた。彼女の作品はメトロポリタン美術館、バージニア美術館、ボルチモア美術館などの団体が購入している。第二次世界大戦の影響でガソリンが配給制になったことで彼女の絶え間ない旅にも制約が加わったが、それでもジョンストンは倦むことなく写真を撮り続けた。1940年にはニューオーリンズのフレンチ・クォーターに家を買い、1945年にはここで写真家を引退した。ジョンストンは1952年にニューオーリンズで亡くなった。88歳だった。

## ギャラリー

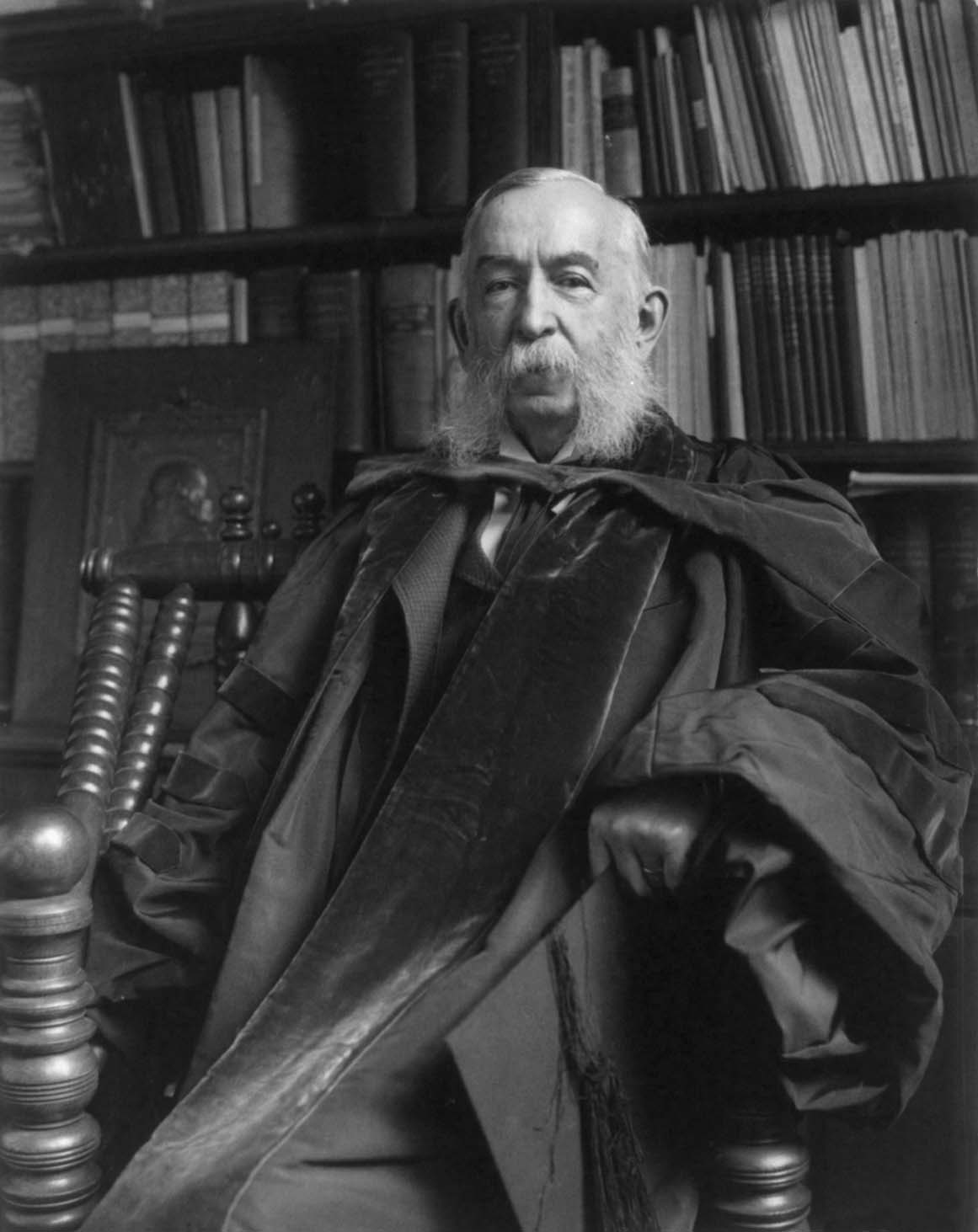
教育家ダニエル・コイト・ギルマンの7分身の写真（1890年ごろ）
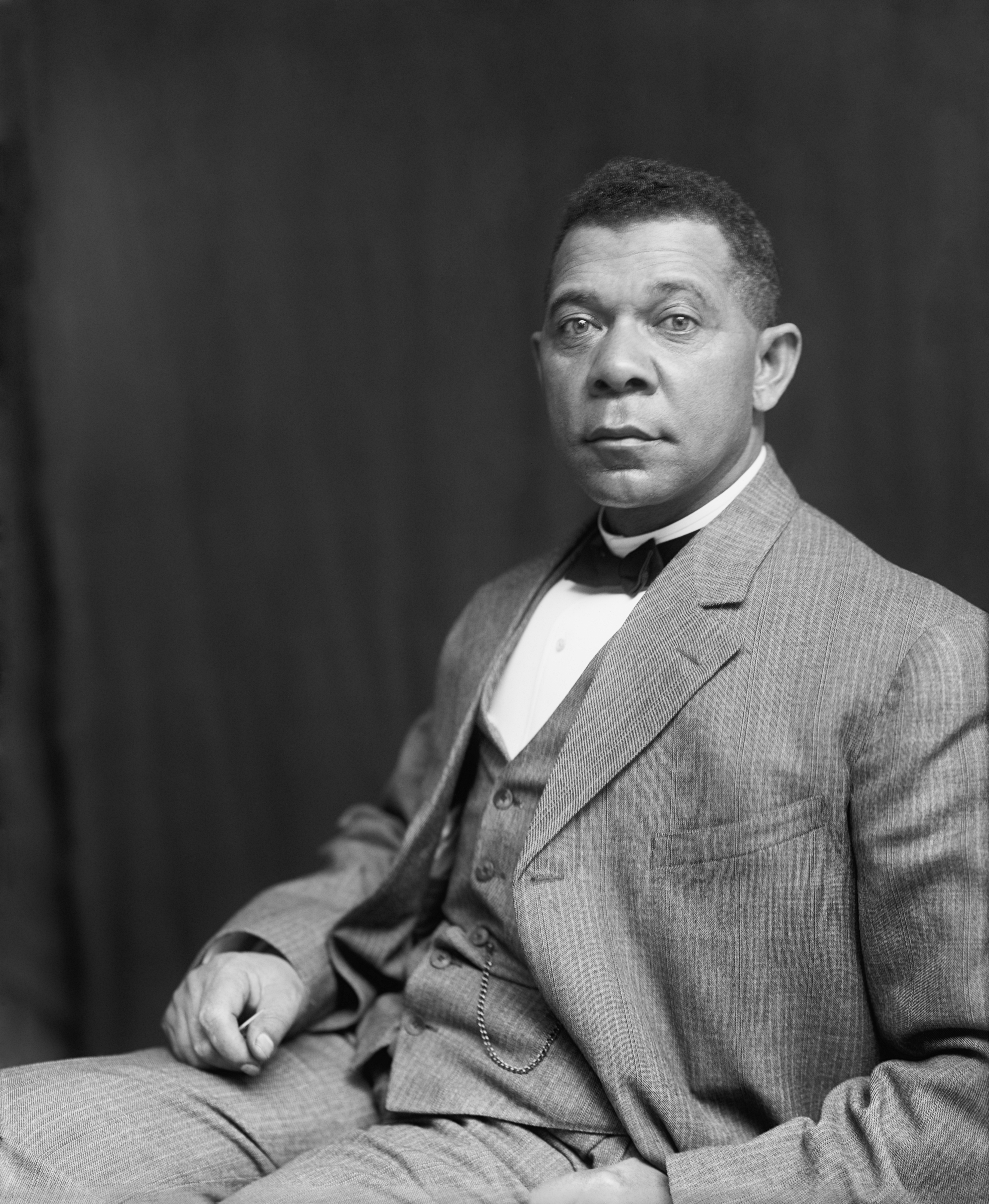
ブッカー・Ｔ・ワシントン（1895年）
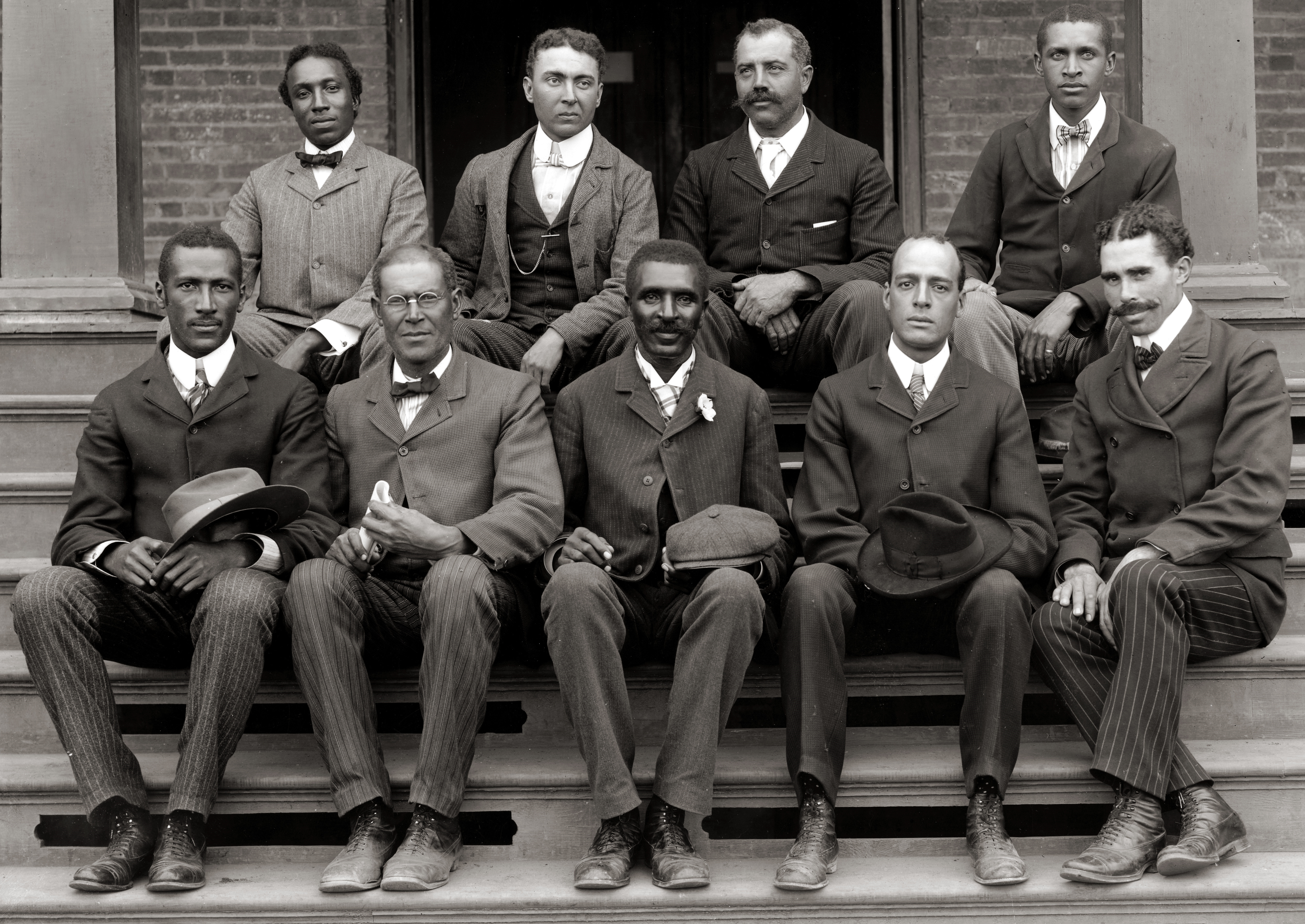
ジョージ・ワシントン・カーバー（前列中央）とタスキギー大学の同僚の教授たち（1902年ごろ）
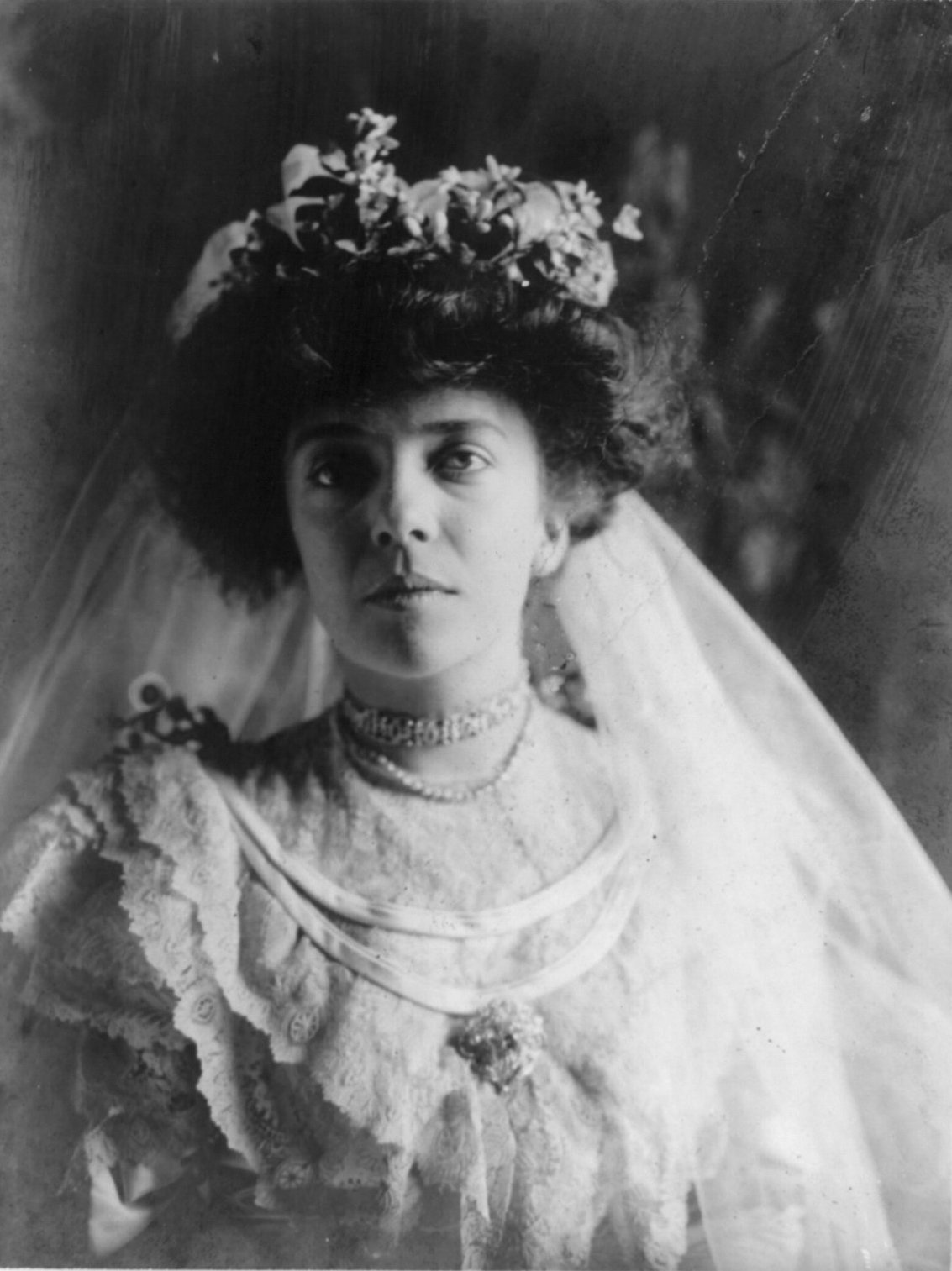
アリス・ルーズベルトの花嫁写真（1906年）
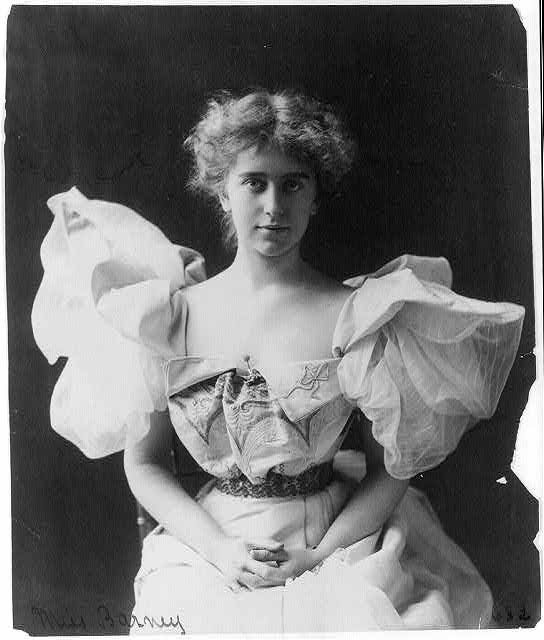
ナタリー・クリフォード・バーネイ（19世紀末か20世紀初頭）
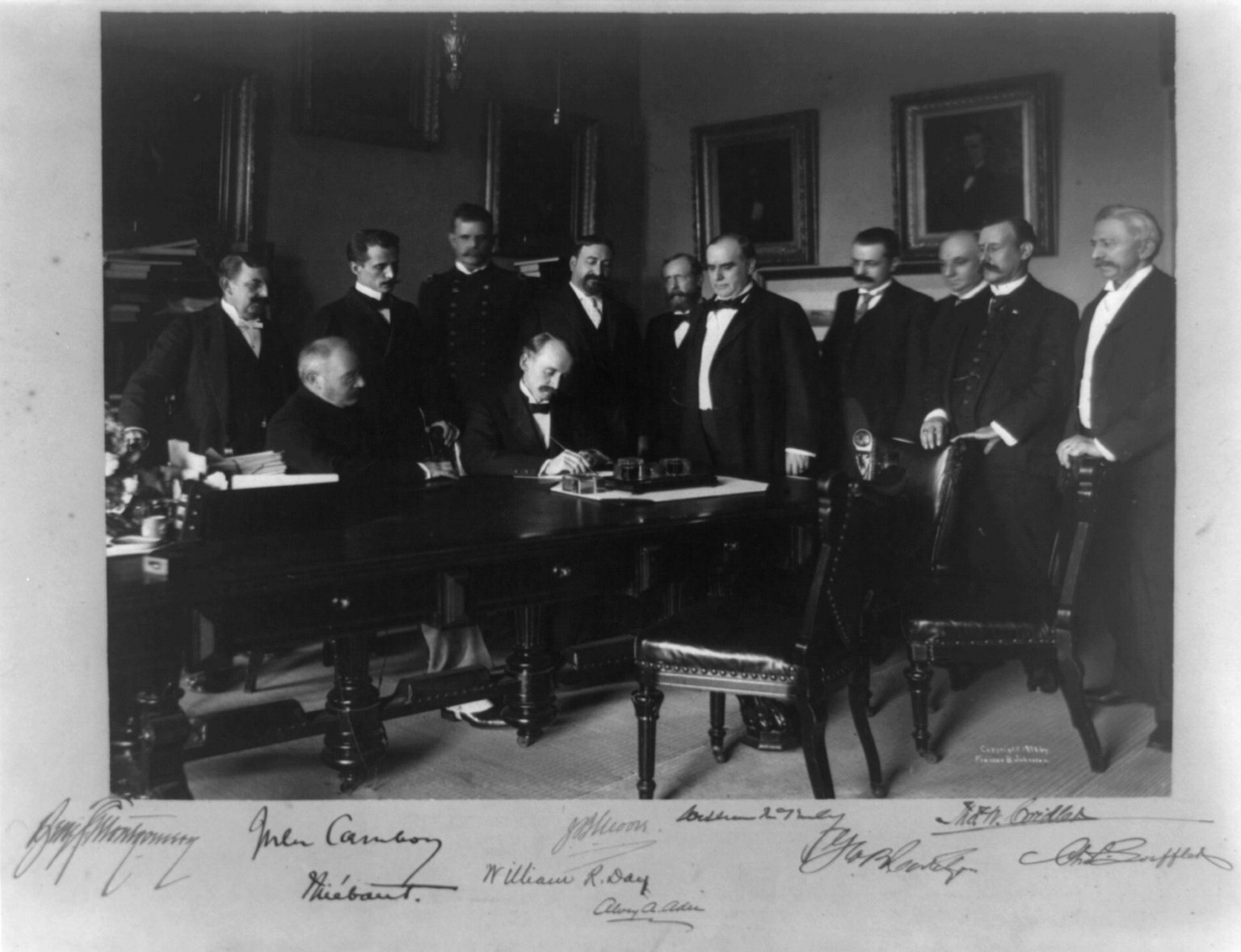
米西戦争におけるアメリカとキューバ間の休戦を実現した協定の調印
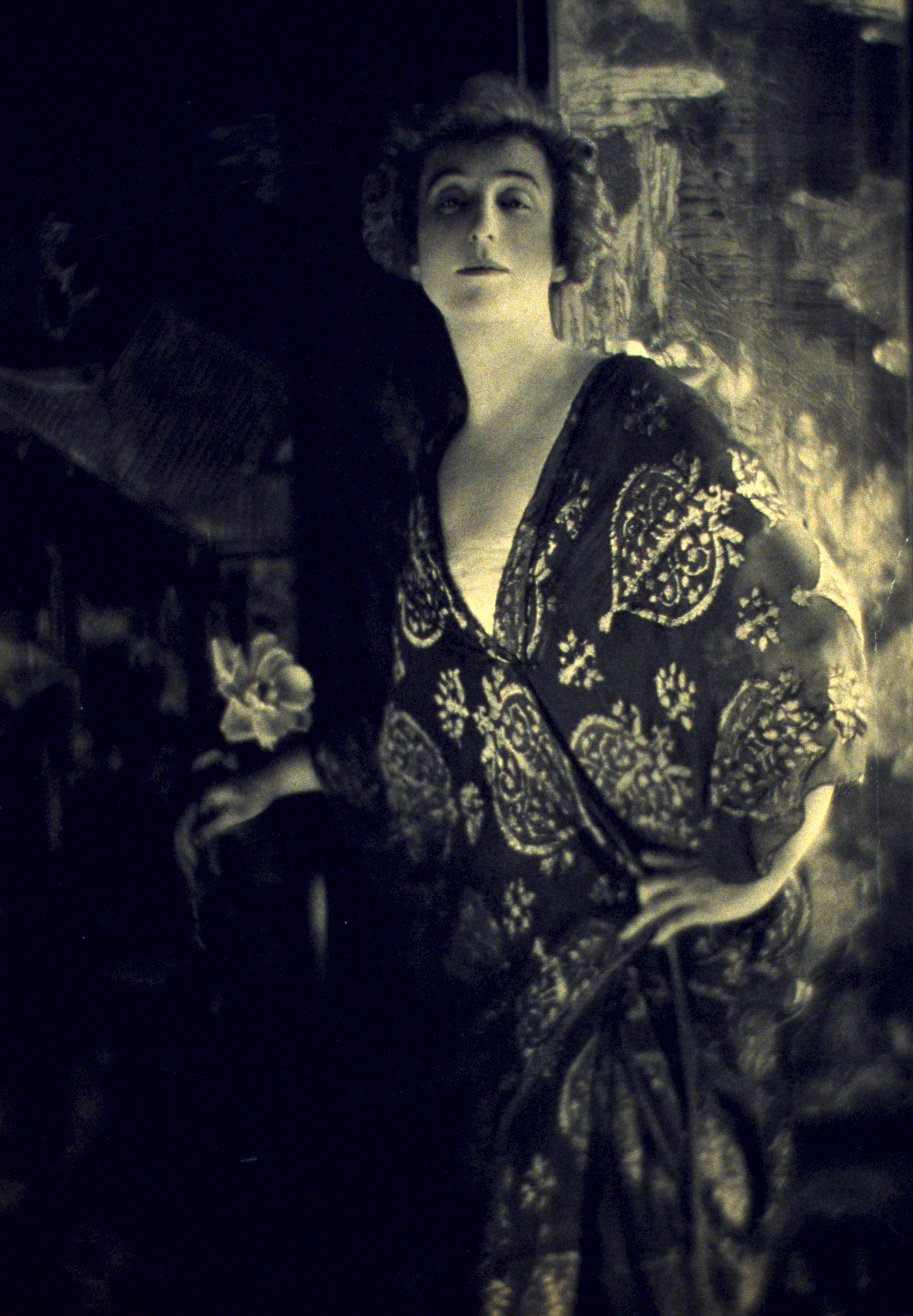
エヴァ・ロール・ウィリング
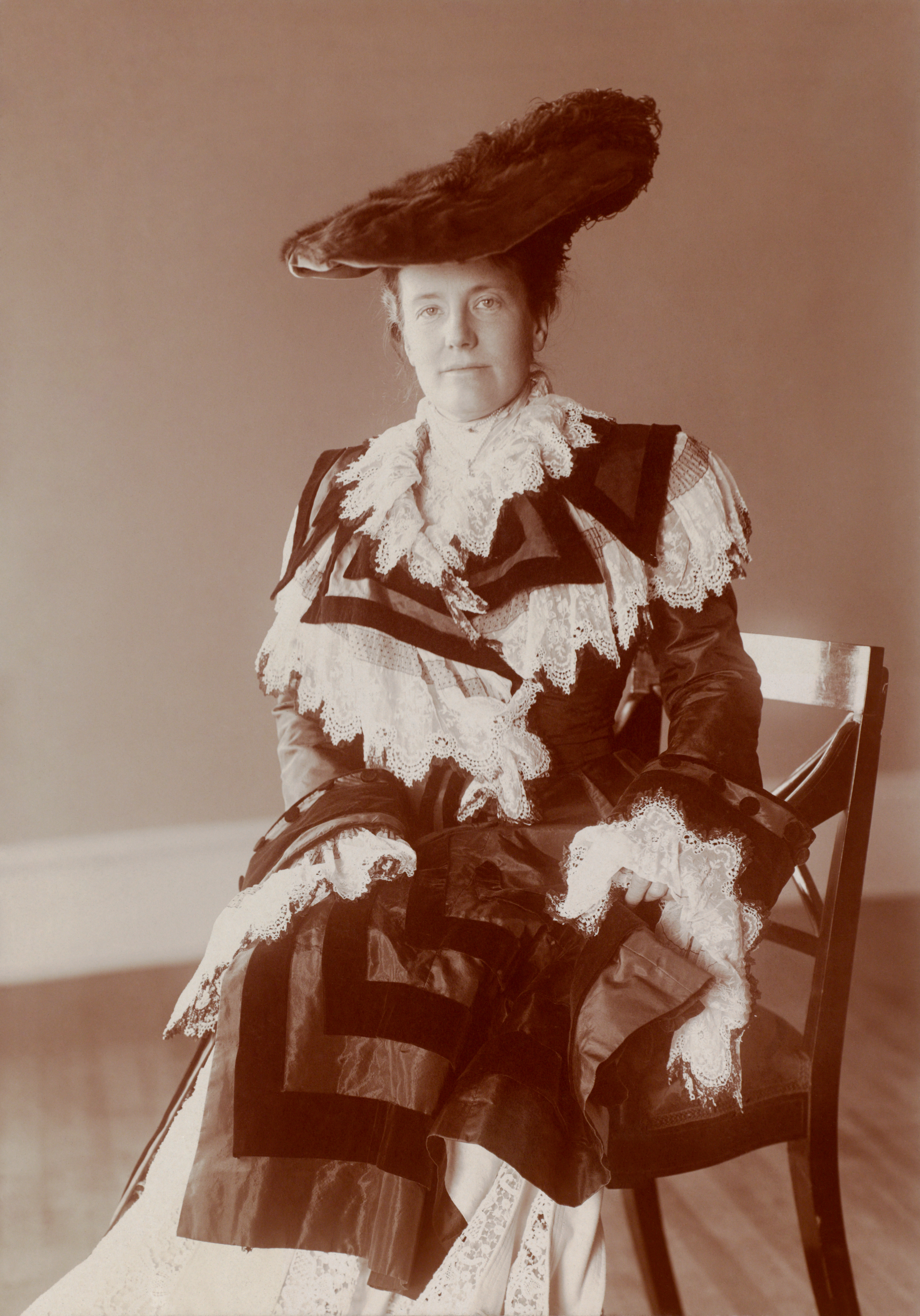
大統領夫人エディス・ルーズベルト

### 伝記
- Daniel, Pete & Smock, Raymond (1974).  A Talent for Detail: The Photographs of Miss Frances Benjamin Johnston 1889-1910.  Harmony Books, New York.
- Berch, Bettina (2000). The Woman Behind the Lens: Frances Benjamin Johnston, 1864-1952. University of Virginia Press.
- Robinson, Edward (2006). Frances Benjamin Johnston: The Early Years, 1889-1904. Ph.D., University of Oxford, Pembroke College.